# مارسيل رويز (ممثل)
مارسيل رويز (بالإنجليزية: Marcel Ruiz)‏ هو ممثل أمريكي، ولد في 9 يوليو 2003 في سان خوان في بورتوريكو.

## وصلات خارجية
- مارسيل رويز على موقع IMDb (الإنجليزية)
- مارسيل رويز على موقع قاعدة بيانات الفيلم (الإنجليزية)